# Julius von Buttlar
Julius Karl Emil Ludwig Heinrich Friedrich Alexander von Buttlar (* 17. Februar 1805 in Kassel; † 12. Februar 1855 in Fritzlar) war ein deutscher Verwaltungsbeamter, zuletzt Landrat, und Mitglied der Kurhessischen Ständeversammlung.

## Herkunft und Familie
Julius von Buttlar entstammte dem oberfränkisch-hessischen Adelsgeschlecht derer von Buttlar. Er war der Sohn des Georg von Buttlar (zu Elberberg) und dessen Ehefrau Marianne geb. Gräfin von der Schulenburg. Seine älteren Geschwister waren Rudolf (1802–1875) und Konstanze (1803–1829, ⚭ Ludwig von der Asseburg).
Am 8. Juni 1832 heiratete er Wilhelmine von Buttlar, Tochter des Gottlob von Buttlar (1769–1849) und dessen Frau Julie geb. von und zu Gilsa (1782–1860). Aus der Ehe stammten die Kinder
- Constanze Elisabeth Julie Luise (1833–1840),
- Emma Charlotte Luise Mathilde Christine (1834–1847),
- Moritz Gottlob Julius Rudolf Karl (1836–1840) und
- Wilhelm Gustav Heinrich Adolf August (1839–1840).

## Leben
Er war wie sein Vater kurhessischer Kammerherr. In den Jahren von 1836 bis 1848 war er – mit Unterbrechung – Mitglied der kurhessischen Ständeversammlung. Die Mandate übte er von 1838 bis 1844 für den Grafen von Solms-Rödelheim und von 1847 bis 1848 für den Landgrafen von Hessen-Philippsthal-Barchfeld aus. Von 1845 bis 1852 war er Landrat des Kreises Fritzlar. Er war politisch ungemein konservativ und war Mitglied des im Verlauf des kurhessischen Verfassungskonflikts im November 1850 gebildeten „Treubunds“ („Bund der Treue mit Gott für Fürst und Vaterland“), dessen Präsident sein Bruder Rudolf war.